# Hydraena disparamera
Hydraena disparamera är en skalbaggsart som beskrevs av Perkins 2007. Hydraena disparamera ingår i släktet Hydraena och familjen vattenbrynsbaggar. Inga underarter finns listade i Catalogue of Life.